# Patricia Ortúzar
Patricia Veronica Ortúzar là một nhà khoa học nghiên cứu địa cực với Direccion Nacional del Antartico tại Argentina. Cô là người đứng đầu của Chương trình Du lịch và Quản lý Môi trường của Direccion Nacional del Antartico. Cô là phó chủ tịch của Committee for Environmental Protection (CEP) trong Hệ thống Hiệp ước châu Nam Cực.

## Những năm đầu và học vấn
Ortúzar tốt nghiệp với tấm bằng chuyên ngành Địa lý từ Universidad de Buenos Aires vào năm 2001, vào khoảng thời gian đó cô cũng có một học bổng học kì tại Đại học Liverpool.

## Sự nghiệp và ảnh hưởng
Ortúzar làm việc cùng với các nhà hoạch định chính sách về những vấn đề liên quan tới việc bảo vệ môi trường Nam cực và việc quy định về du lịch Nam cực. Cô cho thực thi và yêu cầu tuân theo những chính sách này bên trong nội bộ Argentine Antarctic Program, thực hiện các buổi seminar và các chương trình giáo dục cho tất cả những nhân viên tới làm việc tại Nam cực, tiến hành đánh giá tác động môi trường và giám sát các hoạt động du lịch.
Ortúzar đại diện cho Argentina trong những diễn đàn quốc tế ví dụ như Reunion de Administradores de Programas Antarticos Latinoamericanos (RAPAL). Đây là một buổi họp mặt của các Nhà quản lý châu Nam Mỹ về các Chương trình Nam cực và Buổi họp Cố vấn Hiệp ước Nam cực (ATCM). Những đóng góp của Ortúzar đối với việc bảo vệ môi trường Nam cực là rất nhiều, từ việc tham gia vào Editorial Group for the Antarctic Environments Portal cho tới việc trở thành đồng tác giả của một chương trong Protection of the Antarctic Environment cho nguồn giáo dục cho trẻ em mang tên 'Antartida educa'.